# Juan José Yannantuoni
Juan José Yannantuoni (n. 21 de diciembre de 1949, Capitán Bermúdez, Provincia de Santa Fe- 12 de enero de 2009) fue un piloto argentino de automovilismo de velocidad. Compitió, entre otras categorías, en Fórmula 2 Nacional y TC 2000.

## Resultados

### Turismo Competición 2000
| Año  | Equipo               | Auto          | 1     | 2     | 3     | 4     | 5    | 6    | 7     | 8     | 9   | 10  | 11 | 12  | 13    | 14    | 15     | 16     | 17    | 18    | 19     | 20     | 21     | 22     | 23    | 24    | 25    | 26    | 27      | 28     | Res. | Puntos |
| ---- | -------------------- | ------------- | ----- | ----- | ----- | ----- | ---- | ---- | ----- | ----- | --- | --- | -- | --- | ----- | ----- | ------ | ------ | ----- | ----- | ------ | ------ | ------ | ------ | ----- | ----- | ----- | ----- | ------- | ------ | ---- | ------ |
| 1997 |                      |               | RAF I | RAF I | RC I  | RC I  | POS  | POS  | SJU I | SJU I | PAR | PAR | GR | GR  | BB I  | BB I  | SJU II | SJU II | RC II | RC II | NDJ    | NDJ    | MZA    | MZA    | BB II | BB II | TRE   | TRE   | RAF II  | RAF II | 26°  | 3      |
| 1997 | Pianetto Competición | Ford Escort V | 12    | 15    | 16†   | Ret   | 17   | Ret  | 10    | 11    | 14  | 18  | 18 | Ex. | 22    | 18    | 20     | 19     | Ret   | 22    | Ret    | 17     | 18     | 17     | 19    | 15    | 18    | 17    | 17 (12) | 11 (8) | 26°  | 3      |
| 1998 |                      |               | AG I  | AG I  | MDP I | MDP I | RC I | RC I | SJU I | SJU I | OLA | OLA | GR | GR  | PAR I | PAR I | BA     | BA     | BB    | BB    | SJU II | SJU II | MDP II | MDP II | RC II | RC II | AG II | AG II | PAR II  | PAR II | -    | 0      |
| 1998 | Pianetto Competición | Ford Escort V | Ret   | 15    | 16    | 14    | Ret  | 16   | 13    | Ex.   | 12  | 10  | 17 | 14  | 16    | Ret   | Ret    | 20†    | Ex.   | Ret   | 17     | 12     |        |        |       |       |       |       |         |        | -    | 0      |

#### Clase Light
| Año  | Equipo               | Auto          | 1     | 2     | 3    | 4    | 5   | 6   | 7     | 8     | 9   | 10  | 11 | 12  | 13   | 14   | 15     | 16     | 17    | 18    | 19  | 20  | 21  | 22  | 23    | 24    | 25  | 26  | 27     | 28     | Res. | Puntos |
| ---- | -------------------- | ------------- | ----- | ----- | ---- | ---- | --- | --- | ----- | ----- | --- | --- | -- | --- | ---- | ---- | ------ | ------ | ----- | ----- | --- | --- | --- | --- | ----- | ----- | --- | --- | ------ | ------ | ---- | ------ |
| 1997 |                      |               | RAF I | RAF I | RC I | RC I | POS | POS | SJU I | SJU I | PAR | PAR | GR | GR  | BB I | BB I | SJU II | SJU II | RC II | RC II | NDJ | NDJ | MZA | MZA | BB II | BB II | TRE | TRE | RAF II | RAF II | 4°   | 221    |
| 1997 | Pianetto Competición | Ford Escort V | 2     | 5     | 5†   | Ret  | 4   | Ret | 1     | 1     | 3   | 4   | 6  | Ex. | 7    | 5    | 4      | 6      | Ret   | 5     | Ret | 3   | 3   | 3   | 5     | 4     | 4   | 3   |        |        | 4°   | 221    |

#### Copa TC 2000
| Año  | Equipo               | Auto          | 1    | 2    | 3     | 4     | 5    | 6    | 7     | 8     | 9   | 10  | 11 | 12 | 13    | 14    | 15  | 16 | 17  | 18  | 19     | 20     | 21     | 22     | 23    | 24    | 25    | 26    | 27     | 28     | Res. | Puntos |
| ---- | -------------------- | ------------- | ---- | ---- | ----- | ----- | ---- | ---- | ----- | ----- | --- | --- | -- | -- | ----- | ----- | --- | -- | --- | --- | ------ | ------ | ------ | ------ | ----- | ----- | ----- | ----- | ------ | ------ | ---- | ------ |
| 1998 |                      |               | AG I | AG I | MDP I | MDP I | RC I | RC I | SJU I | SJU I | OLA | OLA | GR | GR | PAR I | PAR I | BA  | BA | BB  | BB  | SJU II | SJU II | MDP II | MDP II | RC II | RC II | AG II | AG II | PAR II | PAR II | 5°   | 112    |
| 1998 | Pianetto Competición | Ford Escort V | Ret  | 3    | 6     | 5     | Ret  | 5    | 4     | Ex.   | 6   | 4   | 4  | 5  | 4     | Ret   | Ret | 7† | Ex. | Ret | 5      | 3      |        |        |       |       |       |       |        |        | 5°   | 112    |